# Luserna San Giovanni

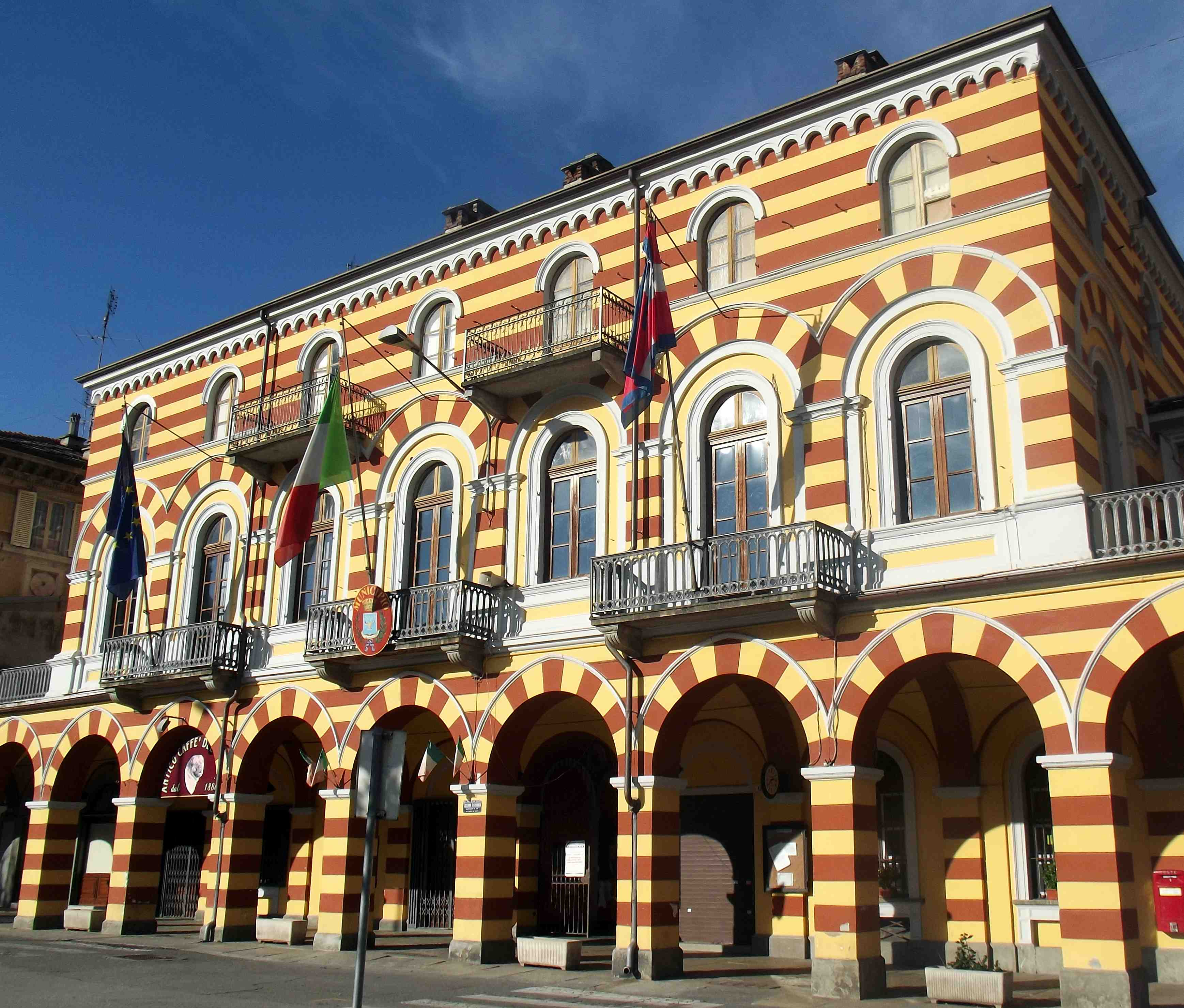
Gemeentehuis

Luserna San Giovanni is een gemeente in de Italiaanse provincie Turijn (regio Piëmont) en telt 7820 inwoners (31-12-2004). De oppervlakte bedraagt 17,7 km², de bevolkingsdichtheid is 442 inwoners per km².
De volgende frazioni maken deel uit van de gemeente: Airali, Luserna, San Giovanni.

## Demografie
Luserna San Giovanni telt ongeveer 3599 huishoudens. Het aantal inwoners daalde in de periode 1991-2001 met 2,3% volgens cijfers uit de tienjaarlijkse volkstellingen van ISTAT.
| Jaar | Inwoneraantal |
| ---- | ------------- |
| 1991 | 8054          |
| 2001 | 7866          |

## Geografie
Luserna San Giovanni grenst aan de volgende gemeenten: Angrogna, Bricherasio, Torre Pellice, Bibiana, Lusernetta, Rorà, Bagnolo Piemonte (CN).

## Partnersteden
- Prievidza (Slowakije)